# ExFAT
exFAT (Extensible File Allocation Table, błędnie zwany Extended File Allocation Table lub FAT64) – system plików stworzony przez Microsoft specjalnie na potrzeby nośników zewnętrznych (np.: pamięci flash, dyski SSD, zewnętrzne dyski magnetyczne). Został zawarty w następujących systemach operacyjnych: Windows Embedded CE 6.0, Windows Server 2008, Windows Vista z dodatkiem Service Pack 1, Windows 7, Windows 8, Windows 10 oraz Windows 11. Dla Windows XP i Windows Server 2003 Microsoft opublikował stosowną aktualizację dodającą wsparcie dla systemu. Ten system plików domyślnie obsługuje system Mac OS X Snow Leopard 10.6.5 lub nowszy. W systemie Linux obsługa exFAT została wprowadzona od wersji 5.4 jądra Linuxa, w efekcie udostępnienia przez Microsoft w dniu 27 sierpnia 2019 całości specyfikacji exFAT.
exFAT może być używany wszędzie tam, gdzie system plików NTFS nie jest najlepszym rozwiązaniem, na przykład ze względu na dużą nadmiarowość struktury danych i zaawansowany system zarządzania prawami dostępu i własności.

## Korzyści w porównaniu z FAT32
- Skalowalność do dużych rozmiarów dysków,
- Limit wielkości pliku wynosi 264 bajtów (16 eksabajtów), dla FAT32 limit wynosił 232 bajtów (4 gigabajty),
- Rozmiar klastra można zwiększyć do 32 MB,
- Udoskonalono wydajność przy kopiowaniu/usuwaniu plików dzięki wprowadzeniu funkcji „free space bitmap” (indeksowanie pustej przestrzeni dyskowej dla poprawy wydajności zapisu plików),
- Nieograniczona liczba plików w pojedynczym katalogu.

## Problemy związane z exFAT
- Niemożność użycia funkcji „ReadyBoost” w Windows Vista na nośniku sformatowanym w exFAT, przy czym można korzystać z „ReadyBoost” w systemie Windows 7,
- Brak wsparcia dla systemu plików w starszych wersjach systemu Windows bez aktualizacji oraz systemach OS X w wersjach starszych niż Snow Leopard 10.6.5,
- Większość narzędzi dyskowych innych firm (m.in. do diagnostyki, testów, defragmentacji, partycjonowania, bezpiecznego nadpisywania) nie „widzi” lub nie obsługuje dysków i partycji sformatowanych w exFAT.

## Opublikowanie na licencji GPL
W 2013 roku Samsung opublikował źródła sterownika exFAT dla Linuksa, na licencji GPL.